# Rutherford College
Rutherford College é uma cidade  localizada no estado norte-americano de Carolina do Norte, no Condado de Burke.

## Demografia
Segundo o censo norte-americano de 2000, a sua população era de 1293 habitantes.
Em 2006, foi estimada uma população de 1288, um decréscimo de 5 (-0.4%).

## Geografia
De acordo com o United States Census Bureau tem uma área de
5,9 km², dos quais 5,9 km² cobertos por terra e 0,0 km² cobertos por água.

## Localidades na vizinhança
O diagrama seguinte representa as localidades num raio de 12 km ao redor de Rutherford College.